# 詹龍欄
詹龍欄（1952年6月20日—），臺灣臺南縣東山鄉（今臺南市東山區）人，著名綁架集團首腦，因擅長在山區潛逃，綽號穿山甲。曾為重大通緝要犯，曾經策劃多起金額龐大的綁票案，並一度由土城看守所逃獄成功，因逃亡中國大陆後，在中國大陆又涉案被捕，被遣送回臺服刑。服刑期間申請過42次假釋，但因治安問題被拒。於2020年9月23日成功辦理假釋，現已出獄。

## 生平
早年混跡江湖，到賭場賭麻將時被竹聯幫台南分會會長宋大凱詐賭，後夥同道上友人「瘋琴」盧照琴將其槍殺，因而流亡菲律賓。
在菲律賓與軍火大亨許金德合作，做起了軍火生意，大發其財，但因耳聞妻子與一名鄭姓商人有曖昧關係，因而回臺報復鄭男，並綁架鄭男的父親與兒子到阿里山，勒索新臺幣一億元，是為「鄭姓祖孫綁架案」，因天價金額為歷來最高，受到警方萬分關注，警方追捕時，詹將鄭姓祖孫釋放，自行逃脫。警方事後得知詹藏身嘉義與臺南山區，大規模搜山卻徒勞無功，從此被人稱為「穿山甲」。
1994年8月詹龍欄到臺北市討論繼續走私軍火生意，後遭到警方埋伏破獲而拘捕，羈押於土城看守所，在監所的詹龍欄與另一名要犯楊雙伍結怨，詹龍欄被楊雙伍持刀砍傷，最後詹決定越獄，詹夥同獄友「越獄大王」徐開喜及「正鳳仔」蔡正鳳等人在花生湯中下藥迷昏看守所管理員後以窗框與衣服組成活動鐵梯成功越獄。
1995年重獲自由的詹向舊友許金德求援，但許不理會，詹一怒之下欲將許綁架到臺南，但混亂之中手下「狗男仔」吳慶男槍殺了許金德，而後詹龍欄逃跑至中國大陸福建省、廣東省等，還曾在東莞厚街持槍恐嚇臺商開設的夜總會，而後又轉向雲南省。
2000年在雲南省時，因為涉及「百億毒梟」黃上豐綁架案，被大陸公安拘捕，並在中國大陸服刑一段時間後遣返回臺，2020年9月21日獲矯正署核准假釋。

## 軼事
詹龍欄曾是臺灣史上的頭號槍擊要犯，因他作案對象都屬江湖人物，擄人勒贖也以不傷害肉票為原則，在家鄉「風評」不差，早年還盛傳他每年捐香油錢贊助地方廟會，甚至捐款造橋鋪路幫助山區果農運銷農產品，在家鄉甚至有人形容他是「義賊」。
詹龍欄的得意門生為「惡龍」張錫銘，後來亦成為臺灣知名槍擊要犯，張錫銘似乎也承襲他的風格，在當地風評也不差。